# Klimaatvluchteling
Klimaatvluchtelingen zijn mensen die uit hun woonplaats of land vluchten omdat zij getroffen zijn door de gevolgen van klimaatverandering, veroorzaakt door de menselijke opwarming van de aarde. Deze temperatuurstijging kan leiden tot zeespiegelstijging, overstroming en extreme weersomstandigheden waaronder droogte, tropische cyclonen en tornado's. Meer dan de helft van de wereldbevolking woont aan de kust, waar de effecten van de temperatuurstijging grote impact kunnen hebben. Derdewereldlanden zullen meer beïnvloed worden door deze overstromingen dan de welvarende landen, aangezien zij geen geld of welwillende regering hebben die kan voorkomen dat deze gebieden overstromen.
De eerste groep mensen die de status van klimaatvluchteling kregen, waren inwoners van het eiland Tuvalu. Zij kregen in 2014 op klimatologische gronden een verblijfsvergunning in Nieuw-Zeeland.
Onderzoekers schatten dat het aantal klimaatvluchtelingen, tegen 2050, wellicht kan oplopen tot 150 miljoen mensen.

## Definitie
Als de temperatuur in de wereld blijft stijgen zoals wetenschappers voorspellen, is het onvermijdelijk dat miljoenen mensen op een andere plaats moeten gaan wonen. De opwarming heeft enorme invloed op het ecosysteem: de beschikbaarheid van zoet water neemt af, de landbouw ondervindt problemen, en de verwoestijning neemt toe. Deze factoren kunnen bijdragen aan conflicten die kunnen escaleren in burgeroorlogen en chaos.
De term klimaatvluchteling ('ecological' refugee) werd reeds in 1976 in een rapport van het Worldwatch Institute gebruikt, en kwam in 1985 in het publieke debat door een rapport van het VN-Milieuprogramma. De term keerde nadien in verschillende vormen terug.
De Internationale Organisatie voor Migratie stelde in 2007 als definitie voor: Klimaatvluchtelingen zijn personen of groepen personen die om dwingende redenen van plotse of geleidelijke veranderingen in hun leefmilieu met een negatieve impact op hun leven of levensomstandigheden, verplicht zijn om tijdelijk of permanent hun huis te verlaten, of ervoor kiezen dat te doen, en verhuizen, binnen of buiten hun land.
Europese universiteiten die het fenomeen bestudeerden, houden de definitie iets strikter, en beperken “dwingende redenen” tot minstens een van de drie gevolgen van klimaatverandering: zeespiegelstijging, extreme weersomstandigheden, en droogte met waterschaarste (Global Governance Project 2012).
De IOM onderscheidt drie types ecomigranten:
- mensen die tijdelijk gevlucht zijn, vanwege een milieuramp of een plotseling ontstane noodsituatie, zoals een orkaan, tsunami of aardbeving
- zij die gedwongen zijn om te vertrekken door sterk verslechterde leefomstandigheden, zoals ontbossing, kustafbraak etc.
- mensen die verkiezen om te vertrekken om problemen in de toekomst voor te zijn, bijvoorbeeld een voortdurende afname van de opbrengst van de oogst door verwoestijning.

Maar de UNHCR heeft grote moeite met deze terminologie. Uit angst verscherpen veel westerse landen hun wetgeving zo, dat ook echte vluchtelingen er steeds moeilijker binnenkomen. "Mensen die door droogte of overstromingen op drift raken, zijn migranten, geen vluchtelingen. Door hen vluchtelingen te noemen en iedereen bang te maken dat er honderden miljoenen onze kant op komen, zweep je de vreemdelingenhaat nog verder op."
In artikelen wordt de term 'klimaatvluchteling' soms synoniem gebruikt met: ecological refugee, environmental refugee, climate refugee, forced environmental migrant, environmentally motivated migrant, climate change refugee, environmentally displaced person, disaster refugee, environmental displacee, eco-refugee, ecologically displaced person en climate exile.
Hoewel er grote en kleine verschillen tussen deze termen bestaan, is het vaak niet duidelijke welke groep mensen precies wordt bedoeld.

## Status
Doordat de klimaatvluchteling een relatief nieuw verschijnsel is en de klimaatvluchteling moeilijk te identificeren is, hebben deze mensen ook geen rechten zoals andere, klassieke vluchtelingen deze wel hebben.
In het Verdrag betreffende de status van vluchtelingen uit 1951 worden enkel ras, godsdienst, nationaliteit, sociale groep of politieke overtuiging erkend als rechtsgrond voor vluchtelingenstatus. Klimaatvluchtelingen kunnen dus geen bescherming inroepen op grond van dit verdrag, en worden bijgevolg beschouwd als gewone migranten.
Paradoxaal genoeg genieten interne verdrevenen (vluchtelingen die dus geen landsgrens oversteken) een relatief betere bescherming, dankzij de Guiding Principles on Internal Displacement van de Verenigde Naties, die weliswaar niet bindend zijn, maar in de praktijk toch een behoorlijke bescherming bieden. Er gaan dan ook stemmen op om de principes van de Guidelines uit te breiden tot (internationale) klimaatvluchtelingen, temeer omdat een volledig nieuw juridisch kader voor klimaatvluchtelingen (bijvoorbeeld een uitbreiding van het Verdrag van 1951) niet wenselijk of niet haalbaar is.

## Azië
Over de jaren zijn er al verschillende pogingen gedaan om een schatting te doen naar het werkelijke aantal klimaatmigranten en vluchtelingen. Volgens het Internal Displacement Monitoring Centre, zijn er in Azië en de Grote Oceaan, in 2010 en 2011, meer dan 42 miljoen mensen van huis en haard verdreven door de klimaatverandering.
Zoals Bangladesh, dat vaak als verdoemd land wordt beschouwd en telkens weer ten prooi valt aan natuurrampen als cyclonen en vloedgolven. Vroeger vielen bij elke ramp die Bangladesh trof vaak duizenden doden. Tegenwoordig doet de regering aan preventie door mensen uit kwetsbare zones te evacueren; soms tegen hun zin in. Het gevolg is dat natuurgeweld veel minder slachtoffers maakt. Bangladesh bewijst daarmee dat ook arme landen zich kunnen indekken tegen de grillen van het veranderende klimaat.
In Thailand riep de gouverneur van Bangkok in 2011 de inwoners op om de hoofdstad te ontvluchten, vanwege de ergste overstromingen sinds 50 jaar. De inwoners van twee van de vijftig districten werden verplicht geëvacueerd. Niettemin vielen er ruim 300 doden.

## Afrika
Hoewel er geen exacte cijfers beschikbaar zijn, lijkt Afrika het zwaarst getroffen.. Klimaatverandering en burgeroorlogen zijn moeilijk van elkaar te scheiden. Wel is duidelijk dat steeds meer mensen uit Oost-Afrika en de Hoorn van Afrika als gevolg van ernstige droogte migreren naar het zuiden van dit continent.
In Kenia zaten in 2009 alle opvangkampen vol met mensen die het platteland ontvlucht waren na een aanhoudende droogte van drie jaar.
"Klimaatsverandering gaat de ontwikkeling van Afrika minstens een decennium en waarschijnlijk zelfs twintig à dertig jaar terugdraaien" volgens Norman Myers van de Universiteit van Oxford. "De doorsnee Afrikaan gebruikt minder water in een dag dan wat wij elke dag door de wc trekken. Je kunt je dus voorstellen hoe groot de impact is als er nog minder water voorhanden is."

## Noord-Amerika
In de Verenigde Staten werden op het Isle de Jean Charles (Louisiana) de Biloxi-Chitimacha-Choctaw Indianen op een andere plek gehuisvest. Hun land aan de kust liep voortdurend onder met zout zeewater. Zij krijgen tot 2022 subsidie van de overheid om elders een nieuw leven op te bouwen.
Ook inwoners van de staten New York en New Jersey, getroffen door de orkaan Sandy, kregen subsidie om zich elders te vestigen.

## Internationaal beleid
Migratie door opwarming van de aarde is een zeer complexe aangelegenheid en kan alleen maar gezien worden als een deel van de wereldwijde migratie dynamiek. In een rapport uit 2012 bepleitte de Asian Development Bank deze vorm van migratie deel uit te laten maken van de ontwikkelingsagenda van de getroffen landen, vanwege de verregaande economische en sociale gevolgen.
Zowel de Internationale Organisatie voor Migratie (IOM) als het VN-Milieuprogramma roepen alle regeringen ter wereld op om meer aandacht te besteden aan de toenemende ecologische migratie, en om het thema migratie te integreren in het milieubeleid.
Het Hoog Commissariaat voor de vluchtelingen (UNHCR) werkt samen met een groot aantal ngo's die zich bekommeren om het lot van vluchtelingen in het algemeen, en klimaatvluchtelingen in het bijzonder.
Het Platform for Disaster Displacement een door Duitsland geleide organisatie (voorheen het Nansen–initiatief) zet projecten op, speciaal gericht op klimaatvluchtelingen.

## Vooruitzichten
In het World Disasters Report van 2001 gepubliceerd door het internationale Rode Kruis en de internationale Rode Halve Maan wordt vermeld dat er in dat jaar meer klimaatvluchtelingen waren dan oorlogsvluchtelingen. Schattingen lopen uiteen van 25 miljoen tot 50 miljoen klimaatvluchtelingen in 2007.
In 2015 waren er 64 miljoen mensen gedwongen om hun huis te ontvluchten: 21 miljoen op grond van geweld, 3 miljoen zochten asiel en meer dan 40 miljoen zochten hun toevlucht elders in hun eigen land.
De statistieken maken niet duidelijk hoeveel mensen klimaatvluchtelingen zijn.
Tijdens de eerst VN Topconferentie voor Vluchtelingen en Migranten in New York werd bepleit om een verband te leggen tussen klimaatverandering en gedwongen migratie.
Norman Myers schat het toekomstige aantal klimaatvluchtelingen op 150 miljoen in 2050. Ook het Intergovernmental Panel on Climate Change (IPCC) voorziet 150 miljoen klimaatvluchtelingen in 2050. Hierbij moet worden opgemerkt dat dit inclusief migratiestromen binnen één land kan zijn, en dat veel migranten meerdere redenen hebben om te vluchten.
Richard Black, hoogleraar sociale geografie aan de Universiteit van Sussex maakt bezwaar tegen dit soort schattingen:"Weet u hoe die cijfers tot stand komen? Je neemt een wereldkaart. Je kleurt de gebieden die onder water kunnen lopen, waar ontbost wordt, enzovoort. Vervolgens tel je hoeveel mensen daar wonen, en je hebt je cijfers."

Veel gebieden, waar de bevolking al verarmd is, lopen ook nog eens het risico van verwoesting van het milieu en klimaatverandering gegeven hun ligging aan de kust of langs steile bergwanden. Klimaatverandering treft dus vaak mensen die al in extreme armoede leven. "Het is een kwestie van onrechtvaardige verdeling," aldus VN-secretaris-generaal Ban Ki-Moon, "klimaatverandering treft ons allemaal, maar niet allemaal even hard."